# Bernon
Bernon település Franciaországban, Aube megyében. Lakosainak száma 162 fő (2022. január 1.). Bernon Chessy-les-Prés, Coussegrey, Lignières és Vanlay községekkel határos.

## Népesség
A település népessége az elmúlt években az alábbi módon változott:
| Lakosok száma | 287  | 208  | 178  | 201  | 191  | 183  | 164  | 164  | 165  | 162  |
|               | 1968 | 1982 | 1990 | 2006 | 2013 | 2015 | 2017 | 2019 | 2020 | 2022 |